# 請發送粉絲信
《請發送粉絲信》（韓語：팬레터를 보내주세요）為韓國MBC於2022年11月18日起播出的金土連續劇。本劇由《現在開始是Showtime！》的副導演鄭尚熙執導，新人朴泰陽編劇執筆。劇情講述面臨演藝界人生中最大危機的女演員韓江熙（秀英飾）和必須通過回復假粉絲信來守護女兒粉絲心的男人方正錫（尹博飾）之間的浪漫喜劇。此劇劇本曾在2021年MBC劇本徵集活動上獲得優秀作品賞。

## 演員陣容

### 主要人物
| 演員   | 角色   | 介紹 |
| 秀英   | 韓江熙 | 韓國頂級女演員，因為一封粉絲信，而面臨演藝界人生中的最大危機。甚至有句话叫“通过韩江熙广告看现代人的一天” 一打开电视就会出现的韩国顶级明星。从童星时期开始，无论走到哪里都备受瞩目，但并不总是受到人们的喜爱。随着人气的上升，大家开始嫉妒她，甚至希望她堕落。不少人在她本人面前说她多么漂亮，演技多么好，背后却乱嚼舌根。那些话转来转去地传到了她的耳朵里。曾经开朗开朗的她，现在变得像刺猬一样非常凶猛。在她演艺生涯遭遇重击之际，偏偏在这个时候，她的初恋——正锡出现了。见到正锡的话，那时候没能说的告白......不是，我本来想先道歉的。为什么偏偏现在... 人生最糟糕的瞬间，还是以孩子爸爸的身份出现在她的生命里。 |
| 尹博   | 方正錫 | 未婚男人，獨自照顧患有白血病的女兒。他是那个年代我们喜爱着的少年。不仅学习好，连运动都做得很好。如今，他辞去了律师事务所的职务，成为独自抚养生病的女儿的鳏夫。因为总是被负罪感压住而从未安心地玩过的他遇到了江熙，第一有了想放松的念头。和江熙在一起，感觉回到了高中时期，那个天真烂漫的时期。不，一切都是心情所致。我是孩子的爸爸，江熙是触碰不到的星星，那位顶级明星。 |
| 申妍雨 | 方侑娜 | 正锡的女儿，2年前被诊断为急性淋巴细胞性白血病，目前正在接受抗癌治疗。是演员韩江熙姐姐的铁杆粉丝(应该叫江熙姐姐，叫江熙阿姨可不得了)旁边的病房里正在播放收视率居高不下的国民电视剧。大人们很好奇，年纪还小的侑娜为什么那么喜欢韩江熙。正锡只是觉得侑娜应该是喜欢漂亮姐姐的年龄。 |

### 經紀公司
| 演員   | 角色   | 介紹 |
| 鄭仁知 | 尹雅英 | 江熙所属公司代表。也许正因为如此，每当出现对江熙不好的报道或言论时，她并不讨厌会所属演员被骂，而是像亲姐姐一样跟演员并肩作战。不仅希望江熙能成长为演员，还希望江熙能够遇到好男人，组建一个温暖的家庭。虽然平时很理性，但只要一触碰其底线，就会毫不留情。 |
| 金相佑 | 許勛   | 韓江熙的經紀人。新人时期就开始负责江熙的行程。虽然像姐弟一样平时吵吵闹闹，但是在关键时刻会为江熙尽自己的本分。 |

### 熙城高中校友
| 演員   | 角色   | 介紹 |
| 姜多賢 | 具惠利 | 韓江熙的朋友。虽然不像江熙那样是TOP，但还是担任了广播DJ，最近还担任了电影主人公。和江熙是高中同学，但知道这一点的人并不多。出道初期，她在某节目中讲述了与江熙的逸话，展示了自己和她是朋友的事实，但是江熙方面没有任何反应，伤了她的自尊心。现在即使在现场遇到江熙，也会装作不认识地径直走过去。 |
| 崔夏允 | 吳妍熙 | 东九的妈妈也是江熙和惠利的高中同学。她就是与恶评者斗争的热血妈妈。在与恶意留言者斗争的过程中，想起了自己过去犯下的错误，感到很惭愧。争议爆发后，陷入了深深的苦恼之中。 |

### 醫院
| 演員   | 角色     | 介紹 |
| 韓正浩 | 鄭允道   | 正锡的朋友，世光儿童医院内便利店社长。屡次被公司解雇,最后继承了母亲经营的便利店。不是因为没有能力才被炒鱿鱼，而是因为无法控制每次沸腾的侠义之心而被炒鱿鱼。他既是看到不义就无法忍受的正义的男子汉，也是对侑娜充满温情的叔叔。 |
| 陳裕燦 | 尹東九   | 侑娜在儿童病房的好朋友。兴趣是制作医院的vlog视频并上传到"东九的频道"。制作韩江熙的视频上传到SNS上,订阅人数爆发。虽然很想继续上传与韩江熙姐姐相关的内容，但是一直在旁边为他加油的妈妈似乎不太满意。                            |
| 劉智完 | 韓松     | 虽然是孩子，但很理性，说话很有逻辑。可爱的脸蛋说的话，有时候会让大人们哑口无言。 |
| 金奎娜 | 李時賢   | 如果说韓松是理性派，那么時賢则是感性派。侑娜笑的话就一起笑，伤心的话就一起哭，是这般同理心。 |
| 金美麗 | 松儿妈妈 | 韓松的媽媽。是看到什么就说什么，想到什么就说什么的类型。虽然经常说错话，但并不惹人厌。 |
| 趙惠善 | 時賢妈妈 | 李時賢的媽媽。通过聊天缓解压力的类型。因为在医院,所以每天都要泡在SNS、妈妈咖啡厅、聊天群里。有点不会察言观色。 |
| 朴燦陽 | 表護士   | 由于与监护人和睦相处,医院内外消息灵通。由于工作勤奋，在医院的任何地方都能见到的表护士。 |

### 其他人物
| 演員   | 角色   | 介紹 |
| 鄭載成 | 孫赫洙 | 演藝部記者。从童星时期开始就认识江熙，现在是冤家。为了新闻点击率，不惜编辑假新闻。 |
| 方銀姬 | 南賢淑 | 韓江熙的媽媽。在拥有江熙的时候，觉得南贤淑的人生受到了阻碍。所以在抚养孩子的时候，她觉得自己受尽了折磨，但是看到江熙以儿童演员的身份赚钱后，她才露出温暖的眼神。当然她的眼神不是关注江熙，而是关注存折上的金额。虽然与江熙断绝关系，但还是充分利用女儿的名声生活着。 |
| 車美京 | 洪順英 | 方正錫的媽媽。没能为儿子多做些什么而感到抱歉的妈妈，总是嘟囔着。为了让年幼的侑娜能够理解大人的不易而不断努力。 |
| 朴英雲 | 崔室長 | 江熙和贤淑关系不好的时候，作为负责经纪人在旁边吃了不少苦。也许正因为如此，只要出现“江熙的争议”，他就会叹着气，但动行动起来，动作比任何人都快。 |
| 方鎮元 |        | 具惠利的經紀人。现在还在了解艺人中。 |
| 車宥珠 |        | 具惠利的服裝助理。开朗，纯真。这一点让惠利出乎意料地苦恼，但无论惠利说什么，对她而言都没有太大的打击感，这才是真正的赢家。 |
| 崔武仁 |        | 韓江熙和方正錫在高中時期的學生主任。恶狼老师。 |
| 楊珠浩 |        | 電視劇《星光男女》的導演。如果成功就托我的福，如果不行就怪你。 |
| 權赫   |        | 《星光男女》的男主角，顶级明星。 |
| 吴熙俊 |        | 便利店裡的公司職員。 |

## 收視率
| 集數       | 播出日期   | 尼爾森收視率     | 尼爾森收視率   |
| 集數       | 播出日期   | 大韓民國（全國） | 首爾（首都圈） |
| ---------- | ---------- | ---------------- | -------------- |
| 1          | 2022/11/18 | 2.0%             |                |
| 2          | 2022/11/19 | 1.3%             |                |
| 3          | 2022/11/25 | 1.5%             |                |
| 4          | 2022/11/26 | 0.9%             |                |
| 平均收視率 | 平均收視率 | 1.4%             | －             |

- 收視最低的集數以藍色表示，收視最高的集數以紅色表示，而空格則表示該集的收視沒有相關數據。

## 外部連結
- 韓國MBC官方網站
- Daum上《請發送粉絲信》的資料

| MBC 金土劇                               | MBC 金土劇                                              | MBC 金土劇 |
| ---------------------------------------- | ------------------------------------------------------- | ---------- |
|                                          | 請發送粉絲信 （2022年11月18日－2022年11月26日）         |            |
| 金湯匙 （2022年9月23日－2022年11月12日） | 禁婚令，朝鮮婚姻禁止令 （2022年12月9日－2023年1月21日） |            |